# Мухаммад VIII
Мухаммад VIII Нгілерума (*д/н —1814) — 38-й маї (володар) і султан Борну в 1811—1814 роках.

## Життєпис
Походив з Другої династії Сейфуа. Син маї Алі III. Про нього відомо обмаль. З 1807 року Борну зазнавала нападів яульбе, які завдали нищівних ударів державі. 1811 року частина знаті, невдоволена впливом канемського проповідника Мухаммада аль-Аміна на маї Дунаму IX, повалила того, поставивши на трон Мухаммада VIII.
Не зміг впоратися із зовнішньою загрозою та розбратом серед знаті. Тому 1813 року Дунама за підтримки Мухаммада аль-Аміна повстав проти Мухаммада VIII, який зазнав поразки й загинув. Трон знову перейшов до Дунами IX.